# Renaudot (cràter marcià)
Renaudot és un cràter d'impacte del planeta Mart situat al nord-est del cràter Rudaux i a l'est de Moreux, a 42.4° nord i 62.6° est. L'impacte va causar un clavill de 64 quilòmetres de diàmetre. El nom va ser aprovat el 1973 per la Unió Astronòmica Internacional, en honor de l'astrònoma francesa Gabrielle Renaudot (1877-1962).